# Jung Jin-sun
Jung Jin-sun (hangul: 정진선, hanja: 鄭鎭善), född den 24 januari 1984, är en sydkoreansk fäktare som tog OS-brons i herrarnas värja i samband med de olympiska fäktningstävlingarna 2012 i London.